# Museu da História do Computador
O Museu da História do Computador (em inglês:  Computer History Museum - CHM) foi fundado em 1996 em Moutain View, Califórnia, Estados Unidos. Ele se dedica a mostrar a revolução dos computadores no mundo e seu impacto na sociedade.  

## História
Apesar de só ter sido inaugurado em 1996, a história do CHM data de 1968, quando Gordon Bell decidiu montar um acervo histórico. Em 1975 o museu teve sua primeira exibição em um simples armário de casacos improvisado. Em 1978, o museu ganhou mais forma e já passou a ser chamado de The Digital Museum(TCMD), nesse momento a sala de casacos ficou pequena e o TCMD passou a ocupar um espaço em Marlborough, Massachusetts. 
Em 1984, o TCM foi para o Museu Wharf, localizado em Boston, nessa época o museu passou por uma remodelação, pois parte de sua coleção foi enviada para o Moffet Federal Airfield, na Califórnia, assim o TCM passou a se decidira mais a demonstrações de informática para crianças. Em Boston o espaço era compartilhado com Museu da Criança em Boston. Em 1999, a instituição mudou para o vale do silício e teve seu nome alterado de TCM para Computer History Museum. 
Por fim, em 2002, o computer History Museum inaugurou seu prédio em Moutain View, em um velho depósito de móveis da Base Naval, o qual já foi reformado ao custo de 19 milhões de dólares e reabriu em janeiro de 2011. 

## Acervo
O Computer History Museum é considerado o maior museu do mundo para preservação e demonstração do impacto da tecnologia na sociedade. Essa história é contada através de mais de 90.000 itens que se dividem entre fotografias, filmes, documentação e software. Há ainda uma exposição permanente de 25 mil metros quadrados que aborda os primeiros 2.000 anos de computação, aberta ao público em 13 de janeiro de 2011. 
Entre os objetos de destaque estão os raros supercomputador Cray-1, Cray-2, Cray-3, o Neiman Marcus Kitchen Computer, um Apple I, a primeira geração de races do google, entre outras coisas. Toda exposição também encontra-se disponível online. 
Um dos destaques do museu é o "Liquid Galaxy", que é um projeto desenvolvido pelo Google em 2008 que possibilita a visualização panorâmica através de um multi-display. Através dele o visitante pode viajar pelo google Earth e ver imagens panorâmicas. A experiência poderá ser vivida na exposição "Indo a lugares: história do vale do Silício". 
Há ainda a exposição de calculadoras antigas, onde o visitante é levado desde as calculadoras mais antigas até os avanços atuais. O "Stepped Reckoner"é uma das peças exibidas, trata-se de uma calculadora com quatro funções inventada por Leibniz no final do século 17. O objeto influenciou a produção de calculadoras por quase 300 anos.  A exposição também exibe uma calculadora de 150 anos, criada por Charles Babbage e que pesa 5 toneladas com 3 metros de comprimento. mostra a evolução ainda várias outras exposições adicionais que vão desde a restauração de computadores antigos até o funcionamento de carros autodirigidos. 
O museu apresenta três mostras principais: marcos da história da computação, a história dos programas e computadores dedicados ao xadrez e as invenções e pessoas do Vale do Silício. 
A entrada para o museu é grátis, mas doações são bem-vindas.

## Fellows
Fellows do CHM são homens e mulheres 'cujas ideias mudaram o mundo e afetaram quase todos os humanos vivos na atualidade'. Primeiro fellow foi a almirante Grace Hopper em 1987, contando atualmente com 84 membros (situação em 2019).
- 1987: Grace Hopper
- 1995: Jay Wright Forrester
- 1996: Mitch Kapor, Ken Olsen
- 1997: Dennis Ritchie, Ken Thompson, John Backus, Steve Wozniak
- 1998: Gene Amdahl, Donald Knuth, Gordon Moore
- 1999: Alan Kay, John McCarthy, Konrad Zuse
- 2000: Frances Allen, Vint Cerf, Tom Kilburn
- 2001: Fred Brooks, Jean E. Sammet, Maurice Wilkes
- 2002: Charles Geschke, John Warnock, John Cocke, Carver Mead
- 2003: Tim Berners-Lee, David Wheeler, Gordon Bell
- 2004: Erich Bloch, Dan Bricklin, Bob Overton Evans, Bob Frankston, Niklaus Wirth
- 2005: Paul Baran, Douglas Engelbart, Alan Shugart, Ivan Sutherland
- 2006: Charles Antony Richard Hoare, Robert Kahn, Butler Lampson, Marvin Minsky
- 2007: John L. Hennessy, David A. Patterson, Morris Chang, Charles P. Thacker
- 2008: Jean Bartik, Robert Metcalfe, Linus Torvalds
- 2009: Federico Faggin, Marcian Hoff, Stanley Mazor, Masatoshi Shima, Donald D. Chamberlin, Robert Everett
- 2011: Whitfield Diffie, Martin Hellman, Ralph Merkle, Bill Joy
- 2012: Fernando Corbató, Edward Feigenbaum, Stephen Furber, Sophie Wilson
- 2013: Edwin Catmull, Harry Huskey, Robert William Taylor
- 2014: Lynn Conway, John Crawford, Irwin Mark Jacobs
- 2015: Bjarne Stroustrup, Charles Bachman, Evelyn Berezin
- 2016: Dave Cutler, Lee Felsenstein, Phil Moorby
- 2017: Alan Cooper, Margaret Hamilton, Lawrence Roberts, Cleve Moler
- 2018: Dov Frohman-Bentchkowsky, Stephanie Shirley, Guido van Rossum
- 2019: James Gosling, Katherine Johnson, Leslie Lamport, Louis Pouzin